# Uchkun Kuranbaev
Uchkun Kuranbaev (18 de julio de 1996) es un deportista uzbeko que compite en judo adaptado. Ganó dos medallas en los Juegos Paralímpicos de Verano, oro en Tokio 2020 y bronce en París 2024.

## Palmarés internacional
| Juegos Paralímpicos | Juegos Paralímpicos | Juegos Paralímpicos | Juegos Paralímpicos |
| Año                 | Lugar               | Medalla             | Categoría           |
| ------------------- | ------------------- | ------------------- | ------------------- |
| 2020                | Tokio (Japón)       | Medalla de oro      | –66 kg              |
| 2024                | París (Francia)     | Medalla de bronce   | –73 kg J2           |